# Solid State Records (Jazzlabel)
Solid State Records war ein Jazzlabel, das 1966 von den Produzenten Sonny Lester und Phil Ramone zusammen mit dem Arrangeur Manny Albam als Sublabel von United Artists gegründet wurde.
Die erste Veröffentlichung war 1966 Manny Albams Album Brass on Fire. Auf dem Label erschienen zwischen Mitte und Ende der 1960er Jahre Aufnahmen u. a. von Joe Williams, Chick Corea (Now He Sings, Now He Sobs 1968 sowie Is, 1969), Jimmy McGriff, Dizzy Gillespie, dem Thad Jones/Mel Lewis Orchestra, Mike Mainieri, Chico Hamilton, Johnny Lytle, Sonny Stitt, Randy Brecker, Ray Nance und Candido, aber auch Easy Listening, etwa von Nelson Riddle. Ferner erschienen bei Solid State Wiederveröffentlichungen älterer United Artists-Produktionen von King Pleasure, Charles Mingus (Pre-Bird, 1962), Duke Ellington (Money Jungle, 1962), Bill Evans (Undercurrent, mit Jim Hall, 1962), Herbie Mann, John Coltrane, Billy Strayhorn, Count Basie, Billie Holiday und Vi Redd. Letzte Veröffentlichung war das 70th Birthday Concert von Duke Ellington (1969). Nach dem Kauf des Blue Note-Label durch United Artists wurde der Katalog von Solid State Records dort teilweise wiederveröffentlicht.